# Landwirtschaftskammer Österreich

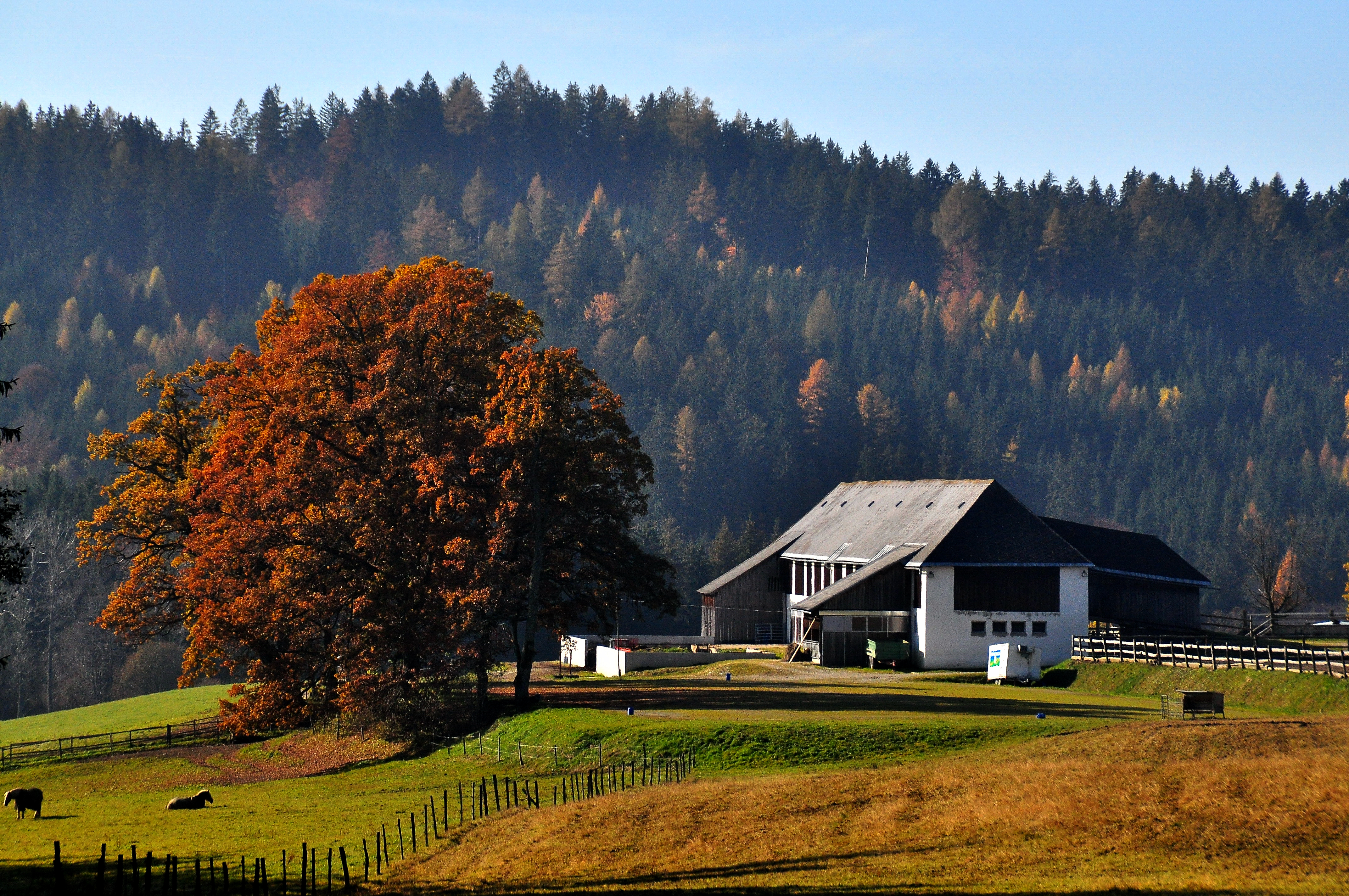
Aufzuchtbetrieb an den Ossiacher Tauern

Die Landwirtschaftskammern (LK) sind die gesetzliche Vertretung der Land- und Forstwirte in Österreich. Da nach der österreichischen Bundesverfassung die Zuständigkeit für die Landwirtschaftskammern in die Zuständigkeit der einzelnen Bundesländer fällt, bestehen in den einzelnen Bundesländern eigenständige Landwirtschaftskammern, die jeweils in jedem Land unterschiedlich ausgestaltet sind.
Auf Bundesebene besteht eine Dachorganisation, die Präsidentenkonferenz der Landwirtschaftskammern Österreichs. Die Präsidentenkonferenz ist als privatrechtlicher Verein organisiert und hat keine Durchgriffsrechte gegenüber den Kammern auf Landesebene. In der Außenpräsentation treten die Landeskammern und die Präsidentenkonferenz als Landwirtschaftskammer Österreich auf.
Die Landwirtschaftskammern sind gemeinsam mit Wirtschaftskammer, Arbeiterkammer und Gewerkschaftsbund Teil der Sozialpartnerschaft, die nach dem Ende des Zweiten Weltkrieges eingerichtet wurde.
Präsident der Präsidentenkonferenz der Landwirtschaftskammern Österreichs ist seit 15. Mai 2018 Josef Moosbrugger, der seit 1999 auch Präsident der Landwirtschaftskammer Vorarlberg ist.

## Mitglieder
Die Mitgliedschaft zu den Landwirtschaftskammern ist landesgesetzlich geregelt. Mitglieder der Landwirtschaftskammern sind in der Regel:
- Die Eigentümer von land- und forstwirtschaftlich genutzten Flächen
- Betreiber einer Land- und Forstwirtschaft
- Familienangehörige sofern sie in diesen Betrieben hauptberuflich tätig sind
- Land- und forstwirtschaftliche Erwerbs- und Wirtschaftsgenossenschaften und deren leitende Angestellte

Die Mitgliedschaft ist eine Pflichtmitgliedschaft, ähnlich den anderen Kammern. Die Kammermitglieder haben ein Wahlrecht innerhalb der Kammer, wo Wahlen einzelner Mitglieder vorgesehen sind. Dies ist vor allem die Wahl in die Vollversammlung, die alle fünf Jahre stattfindet.

## Organisation
Die Organisation der Landwirtschaftskammern ist landesgesetzlich geregelt.
In jedem Land besteht eine Landesorganisation mit einem Präsidenten an der Spitze. Innerhalb der Landeskammer ist die Vollversammlung das oberste Gremium und besteht abhängig vom Bundesland zwischen 19 und 36 Landeskammerräten, die von den Mitgliedern gewählt werden. Meist gehören die Landeskammerräte einer politischen Partei oder einer Unterorganisation an.
- Landwirtschaftskammer Burgenland
- Landwirtschaftskammer Kärnten
- Landwirtschaftskammer Niederösterreich
- Landwirtschaftskammer Oberösterreich
- Landwirtschaftskammer Salzburg
- Landwirtschaftskammer Steiermark
- Landwirtschaftskammer Tirol
- Landwirtschaftskammer Vorarlberg
- Landwirtschaftskammer Wien

Je nach Bundesland bestehen auch in den einzelnen Bezirken (z. B. Bezirksbauernkammer) und auf Gemeindeebene (z. B. Ortsbauernschaften) eigene Vertretungseinrichtungen.
Außerdem gibt es für die einzelnen Fachgebiete Ausschüsse. Aktuell (2014) sind folgende Ausschüsse eingerichtet:
- Bildung und Beratung
- Energie und Klima
- Forst- und Holzwirtschaft
- Milchwirtschaft
- Pflanzenproduktion
- Rechts-, Steuer- und Sozialpolitik
- Ausschuss für Sonderkulturen
- Ausschuss für Tierproduktion
- Ausschuss für Weinwirtschaft

Außerdem besteht eine enge Verbindung mit verschiedenen Verbänden, die sich mit Land- und Forstwirtschaft beschäftigen.

## Geschichte
Nach den Vorbildern in Frankreich, England und Deutschland wurden in der zweiten Hälfte des 19. Jahrhunderts Ackerbaugesellschaften gegründet, die durch die Landwirtschaftsgesellschaften abgelöst wurden. In der Steiermark geschah dies bereits 1819, in Tirol und Vorarlberg 1838 und in den Jahren 1845 und 1848 in Oberösterreich und Salzburg. Ihre Aufgabe war vorrangig die Landeskulturförderung, während die Standesvertretung nur ansatzweise erfolgte.
Erst nach der Grundentlastung und der Auflösung der Abhängigkeiten der Bauern im Jahr 1848 wurde versucht ähnlich den Handels- und Gewerbekammern auch Landwirtschaftskammern zu gründen. Es wurden die Landwirtschaftsgesellschaften aufgelöst und durch Landeskulturräte auf Grund von Landesgesetzen ersetzt. Es war dies in Tirol 1881, Oberösterreich 1886, Niederösterreich 1905, Kärnten 1910 und Vorarlberg 1911. Nur in der Steiermark blieb die Landwirtschaftsgesellschaft bestehen.
Die Aufgabe der neu geschaffenen Landeskulturräte war es, die wirtschaftlichen Interessen der Landwirtschaft und die Landeskultur in ihrer Pflege zu unterstützen. Die Räte konnten aber nicht durch die Bauern selbst gewählt werden, andererseits durften sie auch nicht Mitgliedsbeiträge einheben.
Erst der Erste Weltkrieg und die folgende Auflösung der österreich-ungarischen Monarchie brachte eine Wende. Am 22. Februar 1922 wurde in Niederösterreich die erste Landwirtschaftskammer errichtet. In den anderen Bundesländern erfolgten bis auf Wien die Gründungen innerhalb der nächsten zehn Jahre. Nur in Wien wurde die Landwirtschaftskammer erst 1957 gegründet.
Durch das Landwirtschaftskammersystem wurde erstmals die gesamte Land- und Forstwirtschaft eines Bundeslandes zusammengeschlossen und konnte gemeinsam vertreten werden. Dabei wurde auch die Urwahl der einzelnen Mitglieder, ebenso wie das Umlagesystem und die Unterorganisationen eingeführt.
Ab dem Jahr 1923 bildeten die einzelnen Landeskammern gemeinsam die Präsidentenkonferenz der landwirtschaftlichen Körperschaften Österreich.
Infolge des Anschlusses wurde die Präsidentenkonferenz 1938 aufgelöst und durch den Reichsnährstand ersetzt.
Nach dem Zweiten Weltkrieg wurden die Landwirtschaftskammern nach der Gesetzeslage vom 5. März 1934 wieder aktiviert. Die Präsidentenkonferenz wurde trotz der vier Besatzungszonen am 10. Jänner 1946 neu gegründet und erhielt am 28. März 1953 eine eigene Rechtspersönlichkeit.
Im Jahr 1957 wurde auch in Wien eine Landwirtschaftskammer gegründet; somit bestehen Landwirtschaftskammern in allen Bundesländern Österreichs.

### Präsidenten
- 1990–2007: Rudolf Schwarzböck[4]
- 2007–2014: Gerhard Wlodkowski[4]
- 2014 – Mai 2018: Hermann Schultes[4][2]
- seit Mai 2018: Josef Moosbrugger[2][3]